# Éric Hélary
Éric Hélary (Parigi, 10 agosto 1966) è un pilota automobilistico francese.
La sua carriera comprende monoposto da formula, Sport prototipi e vetture Turismo. Egli ha vinto il campionato francese di Formula 3 nel 1990 ma è più noto per la sua vittoria alla 24 Ore di Le Mans nel 1993.

## Carriera monoposto
La carriera sportiva di Hélary inizia in modo convenzionale, con un periodo di kart tra il 1981 e il 1984. Passò poi alla Formula Ford francese nel 1987 e vinse il titolo l'anno seguente, poi progredì nella Formula 3 francese nel 1989 e vinse quel titolo nel secondo anno. La sua carriera nelle monoposto terminò nella Formula 3000.

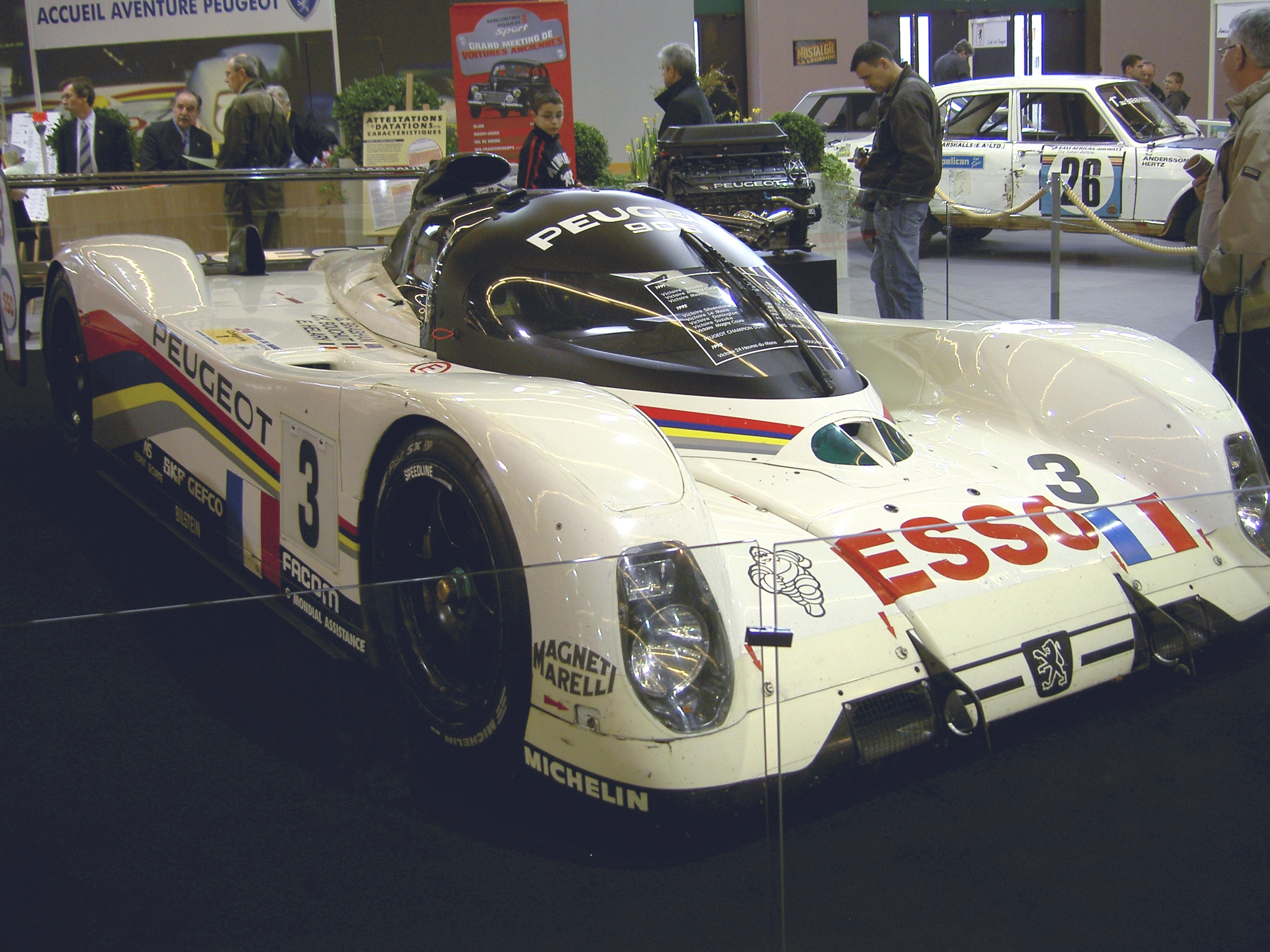
Peugeot 905 B

## Categoria Sport
Hélary ha partecipato alle gare sport nella Spyder cup Peugeot nel 1992, assicurandosi il titolo piloti nel 1993. Lo stesso anno ha debuttato nella 24 Ore di Le Mans su Peugeot 905, assieme a Christophe Bouchut e Geoff Brabham vincendo la gara.
Dopo un periodo con le vetture Turismo, torna alle gare endurance nel campionato FIA GT nel 1996, guidando una Chrysler Viper.
Nel 2007 è stato nuovamente ingaggiato dalla Peugeot come pilota collaudatore della Peugeot 908.

## Categoria Turismo
Hélary fece il debutto nelle auto Turismo nella campionato francese superturismo nel 1994, guidando per la Opel. Si adattò bene e terminò in quarta posizione, poi si piazzò secondo nella stagione 1997.
Trascorse il restante 1997 lavorando come pilota test per la squadra Super Tourenwagen cup BMW in Germania e dopo ritornò alla Opel per due anni di corse nel 1998 e 1999.
Quando il Deutsche Tourenwagen Masters (DTM) fu riproposto nel 2000, Hélary continuò con la Opel. Fece poi un'altra comparsa nel DTM nel 2002 prima di tornare al campionato Superturismo per una terza stagione nella quale si classificò quarto. Nel 2005 ha gareggiato per la quarta volta nel Superturismo e due gare nel campionato World Touring.